# موخيتو

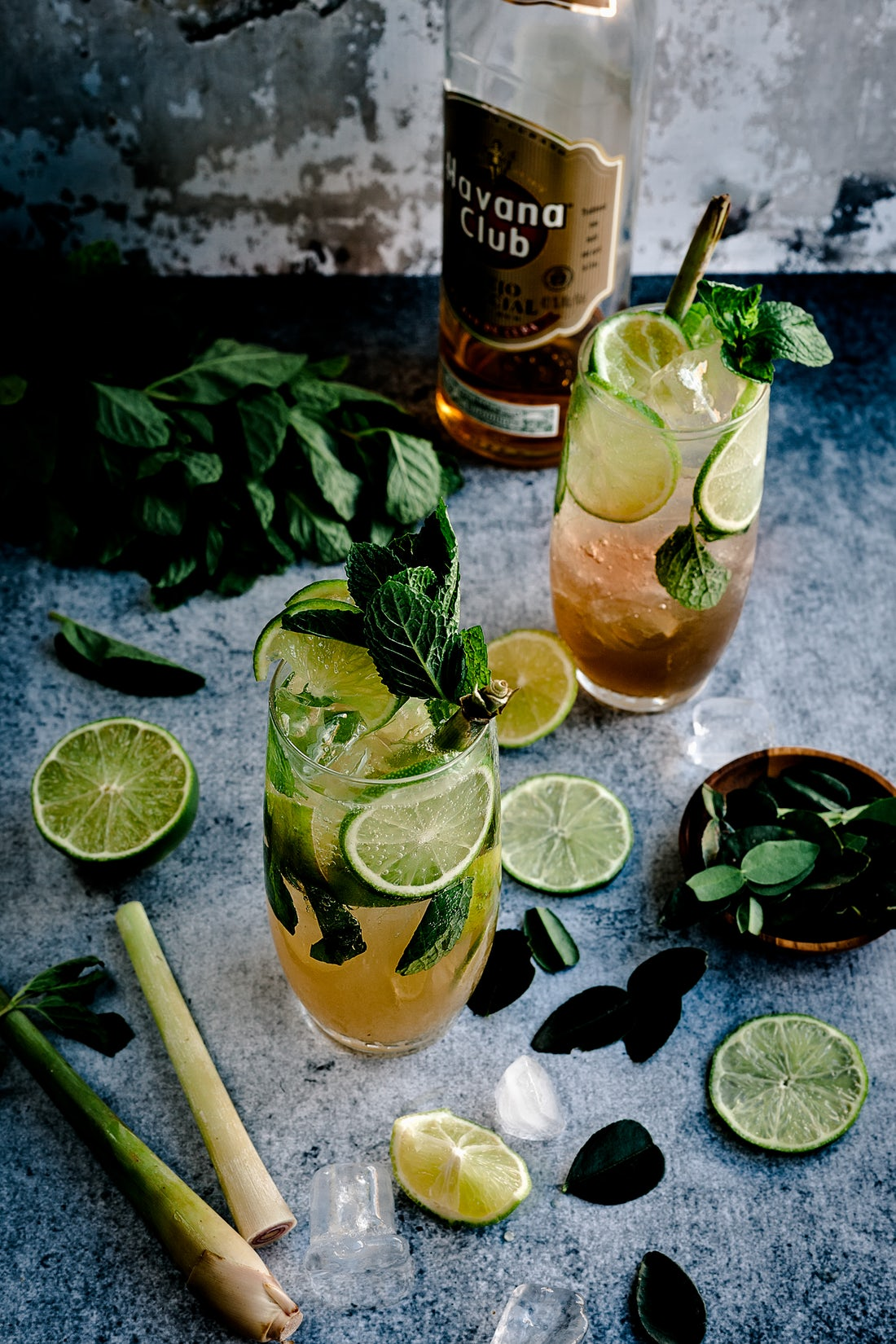
موخيتو

الموخيتو أو الموهيتو أي ليمون بالنعناع هو مشروب مكون من ست مكونات أساسية
- البكاردى (الرم)
- أوراق النعناع
- سكر بنى
- ليمون
- شوبس تونيك أو (صودا)
- الثلج المجروش

حيث يوضع النعناع والليمون والسكر ويجب أن تفرك أوراق النعناع قليلا ليتح شن ننلبلارر الزيت منها وتضاف لها باقي المكونات وتخلط قليلا. تضاف بعض أوراق النعناع وشرائح الليمون في النهاية لتزيين الكأس.
الموهيتو مشروب يمتاز بطعمه الحلو والمنعش بسبب نكهة النعناع وهو مشروب صيفي شهير.

## الأصل التاريخي
تعتبر العاصمة الكوبية هافانا هي موطن مشروب الموخيتو، ويعود أصل المشروب إلى قبائل الهنود أو السكان الأصليين لأمريكا الجنوبية حيث استعملوا وصفات علاجية محلية لعلاج الأمراض الاستوائية كان أحدها يحتوي على شكل بدائي من أشكال شراب الرم المصنوع من قصب السكر، مع بعض المكونات الأخرى مثل أوراق النعناع، وقصب السكر، والليمون. كان عصير الليمون والنعناع وحدهما كافيان إلى حد كبير لمنع أمراض مثل الاسقربوط والزحار. كما يؤكد بعض المؤرخين أن العبيد الأفارقة الذين عملوا في مزارع قصب السكر الكوبية خلال القرن التاسع عشر كان لهم دور فعال في تاريخ تطور مشروب الموخيتو، حيث كان عصير قصب السكر مشروبًا شائعًا بين هؤلاء العبيد.
ترجح بعض الآراء أن أصل تسمية مشروب الموخيتو تعود إلى كلمة موخادو الإسبانية التي تعنى الشيء الرطب، والتي تشتق منها كلمة موخاديتو كأسلوب تصغير.
كان الموخيتو هو الكوكتيل الأكثر شعبية في كل من بريطانيا وفرنسا عام 2016 وفقًا لدراسة أجرتها شركة أبحاث السوق الدولية.

## النكهات والأنواع
تتباين وصفات تحضير المشروب في مناطق مختلفة من العالم، حيث تضيف العديد من الفنادق في هافانا مادة الأنجستورا إلى كوكتيل الموخيتو لتقليل حلاوة المشروب، ويخلط السكر المثلج بالنعناع بدلًا من قصب السكر، كما تستخدم بعض الحانات عصير الليمون بدلًا من الليمون الطازج. وهناك العديد من الأنواع المشتقة من مشروب الموخيتو التقليدي والتي تنتشر حول العالم، ومن بينها:
- روز موخيتو: وهو كوكتيل الموخيتو الذي يحتوي على نكهة الورد، وقدم لأول مرة في مدينة مانشستر الإنجليزية.
- فيرجن موخيتو (نوخيتو): وهو مشروب الموخيتو الخالي من الكحول.
- كوخيتو: وهو مشروب موخيتو ذو نكهة جوز الهند والذي يصنع عادة بإضافة مشروب الرم المنكه بنكهة جوز الهند إلى الموخيتو.
- موخيتو دي تورونجا: وهو من أنواع الموخيتو المنتشرة في بيرو، والتي تصنع بإضافة فاكهة الجريب فروت إلى كوكتيل الموخيتو.